# Fosfoenolpiruvatna kiselina
Fosfoenolpiruvatna kiselina (PEP, fosfoenolpiruvat) je anjon koji je značajno hemijsko jedinjenje u biohemiji. Ona sadrži visokoenergijske fosfatne veze (-61,9 kJ/mol), i učestvuje u glikolizi i glukoneogenezi. Kod biljki, ona takođe učestvuje u biosintezi raznih aromatičnih jedinjenja i u fiksaciji ugljenika, dok se kod bakterija koristi kao izvor energije za fosfotransferazni sistem.

## U glikolizi
PEP se formira dejstvom enzima enolaza na 2-fosfoglicerat. Metabolizam PEP-a do piruvata posredstvom piruvatne kinaze (PK) formira se 1 molekul adenozin trifosfata (ATP) putem fosforilacije supstrata. ATP je jedan od glavnih nosilaca hemijske energije u ćelijama.
| [[2-Fosfoglicerat\|2-fosfo--glicerat]] | Enolaza | Enolaza | fosfoenolpiruvat | Piruvatna kinaza | Piruvatna kinaza | piruvat |
|                                        |         |         |                  |                  |                  |         |
|                                        | 2O      | ADP     | ATP              |                  |                  |         |
|                                        |         |         |                  |                  |                  |         |
|                                        | 2O      |         |                  |                  |                  |         |
|                                        |         |         |                  |                  |                  |         |
|                                        | Enolaza | Enolaza |                  | Piruvatna kinaza | Piruvatna kinaza |         |

Јedinjenje C00631 u KEGG Metabolički put bazi podataka. Enzim 4.2.1.11 u KEGG Metabolički put bazi podataka. Јedinjenje C00074 u KEGG Metabolički put bazi podataka. Enzim 2.7.1.40 u KEGG Metabolički put bazi podataka. Јedinjenje C00022 u KEGG Metabolički put bazi podataka.

## U glukoneogenezi
PEP se formira dekarboksilacijom oksaloacetata i hidrolizom jednog molekula guanozin trifosfata. Ta reakcija je katalizovana enzimom fosfoenolpiruvat karboksikinaza (PEPCK), i ona je korak koji ograničava brzinu glukoneogeneze:
 + oksaloacetat → GDP + fosfoenolpiruvat + CO2

## U biljkama
PEP se koristi u sintezi horizmata u putu šikimata. Horiumat zatim može da bude metabolisan u aromatične aminokiseline (fenilalanin, triptofan i tirozin) i druga aromatična jedinjenja.
Osim toga, kod 4 biljki, PEP služi kao važan supstrat u fiksaciji ugljenika. Hemijska reakcija je katalizovana fosfoenolpiruvat karboksilazom (PEP karboksilaza):
3- → oksaloacetat